# Opel

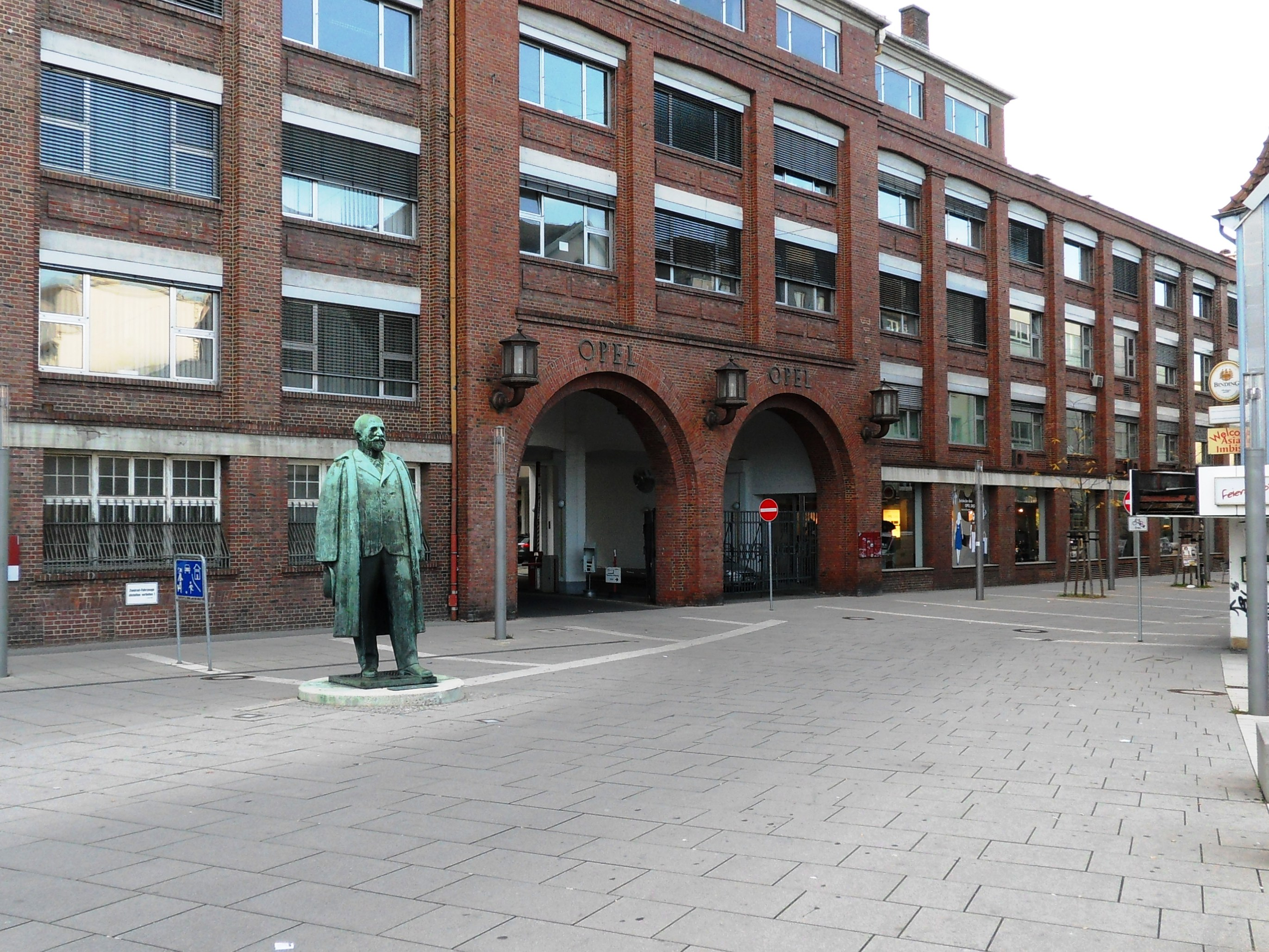
Tượng nhà sáng lập Adam Opel ở Rüsselsheim.

Adam Opel AG (Opel) là một hãng sản xuất ô tô có trụ sở tại Rüsselsheim, Hesse, Đức, thuộc sở hữu của tập đoàn General Motors. Công ty thiết kế, thử nghiệm, chế tạo sản xuất và phân phối các dòng xe hơi, xe thương mại hạng nhẹ và các linh kiện mang nhãn hiệu Opel, phân phối các sản phẩm trên thị trường châu Phi, châu Âu, châu Á và Nam Mỹ. Opel cũng thiết kế và sản xuất các xe mang nhãn hiệu Buick và bán tại Hoa Kỳ, Canada, Mexico, và Trung Quốc, nhãn hiệu Holden tại Australia và New Zealand, và nhãn hiệu Vauxhall tại Anh.
Opel bắt nguồn từ một công ty sản xuất máy khâu do Adam Opel thành lập vào năm 1862. Công ty bắt đầu sản xuất xe đạp vào năm 1886 và sản xuất xe ô tô đầu tiên vào năm 1899.
Opel trở thành công ty cổ phần (tiếng Đức: Aktiengesellschaft) vào năm 1929; và công ty General Motors của Hoa Kỳ sở hữu đa số cổ phần của Opel trong cùng năm. General Motors nắm hoàn toàn quyền kiểm soát vào năm 1931 và ngày nay Adam Opel AG là một chi nhánh do Tập đoàn General Motors sở hữu. Mặc dù Adam Opel AG vẫn là một công ty cổ phần, cổ phiếu của nó không được niêm yết trên sàn chứng khoán. Adam Opel AG là công ty mẹ của General Motors UK Limited, mà hay được biết đến với nhãn hiệu Vauxhall, và nhiều chi nhánh khác của General Motors.
Trong các thập niên 1970 và 1980, thị trường của Opel và Vauxhall đã được hợp lý hóa thống nhất trên khu vực châu Âu.